# Pelidnota simoensi
Pelidnota simoensi är en skalbaggsart som beskrevs av Soula 2009. Pelidnota simoensi ingår i släktet Pelidnota och familjen Rutelidae. Inga underarter finns listade i Catalogue of Life.